# Usellus
Usellus ist eine italienische Gemeinde auf Sardinien mit 694 Einwohnern (Stand 31. Dezember 2023) in der Provinz Oristano. Sie liegt am Fuß des Monte Arci.